# Aeropuerto Nacional de Little Rock
El Aeropuerto Nacional Little Rock, oficialmente Adams Field, (IATA: LIT, OACI: KLIT, FAA: LIT) se encuentra en la ciudad de Little Rock, condado de Pulaski, estado de Arkansas, en los Estados Unidos. Es el aeropuerto comercial más grande de Arkansas y atendió a más de 2.5 millones de pasajeros en el 2005. El aeropuerto atrae pasajeros de una gran parte de Arkansas así como de los estados vecinos.
Aunque no hay vuelos directos internacionales de pasajeros, el aeropuerto tiene más de 150 vuelos diarios a 18 destinos diferentes.
Los vuelos regionales comenzaron en el Aeropuerto Nacional Little Rock en 1997, con tres vuelos diarios realizados por Comair a Cincinnati.

## Historia
American Airlines fue la primera línea aérea que operó en Little Rock, haciendo su primera llegada en junio de 1931.
Durante la Segunda Guerra Mundial, el aeropuerto fue usado por la Fuerza Aérea de Estados Unidos para patrullaje antisubmarino y enseñanza.
La actual terminal de pasajeros fue inaugurada en 1972.
El 1 de junio de 1999, el vuelo 1420 de American Airlines, procedente del Aeropuerto Internacional de Dallas-Fort Worth, se estrelló al aterrizar en el Aeropuerto Nacional de Little Rock, muriendo el piloto y 10 pasajeros.
En agosto de 2008, el aeropuerto anunció que había aprobado un plan para renovar la terminal de pasajeros. El principal componente del plan era aumentar de 12 a 17 las puertas de embarque para aeronaves.

## Instalaciones y aviones
El Aeropuerto Nacional de Little Rock abarca una superficie de 809 hectáreas; tiene tres pistas y un helipuerto. Durante el año 2005, el aeropuerto tuvo 167.800 vuelos, con una media de 459 vuelos diarios: el 42% de aviación general, el 23% de aerotaxi, el 15% de vuelos comerciales programados y el 20% de vuelos militares.

## Terminal
La terminal del aeropuerto consiste en un único edificio con 12 puertas de embarque. Actualmente admite un tráfico de pasajeros mucho mayor que para el que fue diseñada.

## Aerolíneas y destinos

### Pasajeros
| Aerolíneas         | Destinos |
| ------------------ | --- |
| Allegiant Air      | Orlando/Sanford Estacional: Destin/Fort Walton Beach |
| American Airlines  | Dallas/Fort Worth Estacional: Charlotte |
| American Eagle     | Charlotte, Chicago–O'Hare, Dallas/Fort Worth, Nueva York–LaGuardia, Phoenix–Sky Harbor (inicia el 6 de octubre de 2025), Washington–National Estacional: Miami    |
| Delta Air Lines    | Atlanta |
| Delta Connection   | Nueva York–LaGuardia, Salt Lake City (inicia el 8 de septiembre de 2025)                                                                                          |
| Frontier Airlines  | Denver |
| Southwest Airlines | Dallas–Love, Denver, Las Vegas, Nashville (inicia el 5 de marzo de 2026), San Luis (finaliza el 4 de marzo de 2026) Estacional: Houston–Hobby, Phoenix–Sky Harbor |
| United Express     | Chicago–O'Hare, Denver, Houston–Intercontinental |

### Carga
| Aerolíneas   | Destinos                                                                            |
| ------------ | ----------------------------------------------------------------------------------- |
| UPS Airlines | Dallas/Fort Worth, Louisville, Lubbock, Memphis, Oklahoma City, Ontario, Shreveport |

## Estadísticas

### Tráfico anual
| Año  | Pasajeros | % cambio |
| ---- | --------- | -------- |
| 2019 | 2,241,716 | —        |
| 2020 | 977,742   | 56.38%   |
| 2021 | 1,695,061 | 73.36%   |
| 2022 | 2,021,040 | 19.23%   |
| 2023 | 2,237,309 | 10.70%   |
| 2024 | 2,346,456 | 4.88%    |